# 遠藤征四郎
遠藤 征四郎（えんどう せいしろう、1942年（昭和17年） - ）は、日本の合気道家。合気道（合気会）八段。合気会本部道場師範。「合気道開祖植芝盛平最後の内弟子」と呼ばれる師範の一人。

## 略歴
- 1942年（昭和17年）長野県佐久市下平尾に生まれる。学習院大学卒業。大学在学中に合気道部主将を務める。
- 1967年（昭和42年）から(財)合気会合気道本部道場で、合気道開祖植芝盛平に最後の内弟子として師事する。盛平亡き後、国内と海外30ヶ国で合気道の紹介と普及に努める。
- 1993年（平成5年）に故郷の長野県佐久市に合気道佐久道場を開いた。
- 2001年（平成13年）、八段に列せられる。
- 2015年（平成27年）、長年にわたる武道（合気道）の振興と発展に貢献した業績をたたえられ、日本武道協議会より武道功労者表彰を受賞する。

## エピソード
- 内弟子時代から同期の菅沼守人と共に合気会の将来を担う若手の逸材として期待されていた。特に遠藤は植芝盛平の死後も（単身福岡に派遣された菅沼に対して）植芝吉祥丸、藤平光一、大澤喜三郎、山口清吾といった門下古参の高弟から長らく指導を受ける機会に恵まれた。

- 若い頃の遠藤は力任せの技をすることが多く、「技の菅沼、力の遠藤」と評されていた。しかし30歳のとき肩を脱臼してしまい、山口清吾から「合気道を始めてから10年間、ずっと腕力に頼ってきたからこうなったんだ。このままでは体が持たないぞ」と諭されたことをきっかけに、体の力を抜き相手の動きに柔らかく合わせる技を模索するようになった。

- 国内外を問わず知名度が高く、現在合気会本部道場で日常的に指導する師範の中で、唯一自身が主宰する道場を持つ師範でもある。

## 刊行物・DVD

### 雑誌インタビュー
- 『季刊 道』 No.144（2005春号）ISBN 4900586315
  - 「【会見】合気会師範 遠藤征四郎八段 『“道”を求める合気道を』」
  - 「合気会本部道場師範として指導を始めて37年、また郷里佐久市の道場で指導をする師範に“道”について、老荘思想などを引用しながらお話をうかがいました。」

### 書籍
- 『響きと結び -私の求める合気道-』　廣済堂出版 2013年（平成25年）ISBN 4331517276

### DVD
- 『遠藤征四郎師範、合気道基本3部作 DVD vol.1 基本の型』（Seishiro Pictures 2007/2/28）
- 『遠藤征四郎師範、合気道基本3部作 DVD vol.2 当たりと結び』（Seishiro Pictures 2007/9/26）
- 『遠藤征四郎師範、合気道基本3部作 DVD vol.3 捌きと使い』（Seishiro Pictures 2008/6/17）
- 『遠藤征四郎師範 セミナー・講習会シリーズ DVD vol.1 セミナー・イン・ワシントンD.C.（当たりから技へ - 肩取り・肩取り面打ち）』（Seishiro Pictures 2008/11/30）
- 『遠藤征四郎師範 セミナー・講習会シリーズ DVD vol.2 静動一如と二人掛（2008年佐久有段者セミナー）』（Seishiro Pictures 2009/2/1）
- 『遠藤征四郎師範、合気道セミナーシリーズDVD vol.4 正面打ち 基本の稽古法』（Seishiro Pictures 2009/11/20）
- 『遠藤征四郎師範、合気道セミナーシリーズDVD vol.5 片手取り 基本の稽古法』（Seishiro Pictures 2009/7/20）
- 『遠藤征四郎師範、合気道セミナーシリーズDVD vol.6 諸手取り・後ろ両手取り 基本の稽古法』（Seishiro Pictures 2010/3/26）